# Pythonaster murrayi
Pythonaster murrayi is een zeester uit de familie Myxasteridae.
De wetenschappelijke naam van de soort werd in 1889 gepubliceerd door Percy Sladen.